# バチェラー記念館

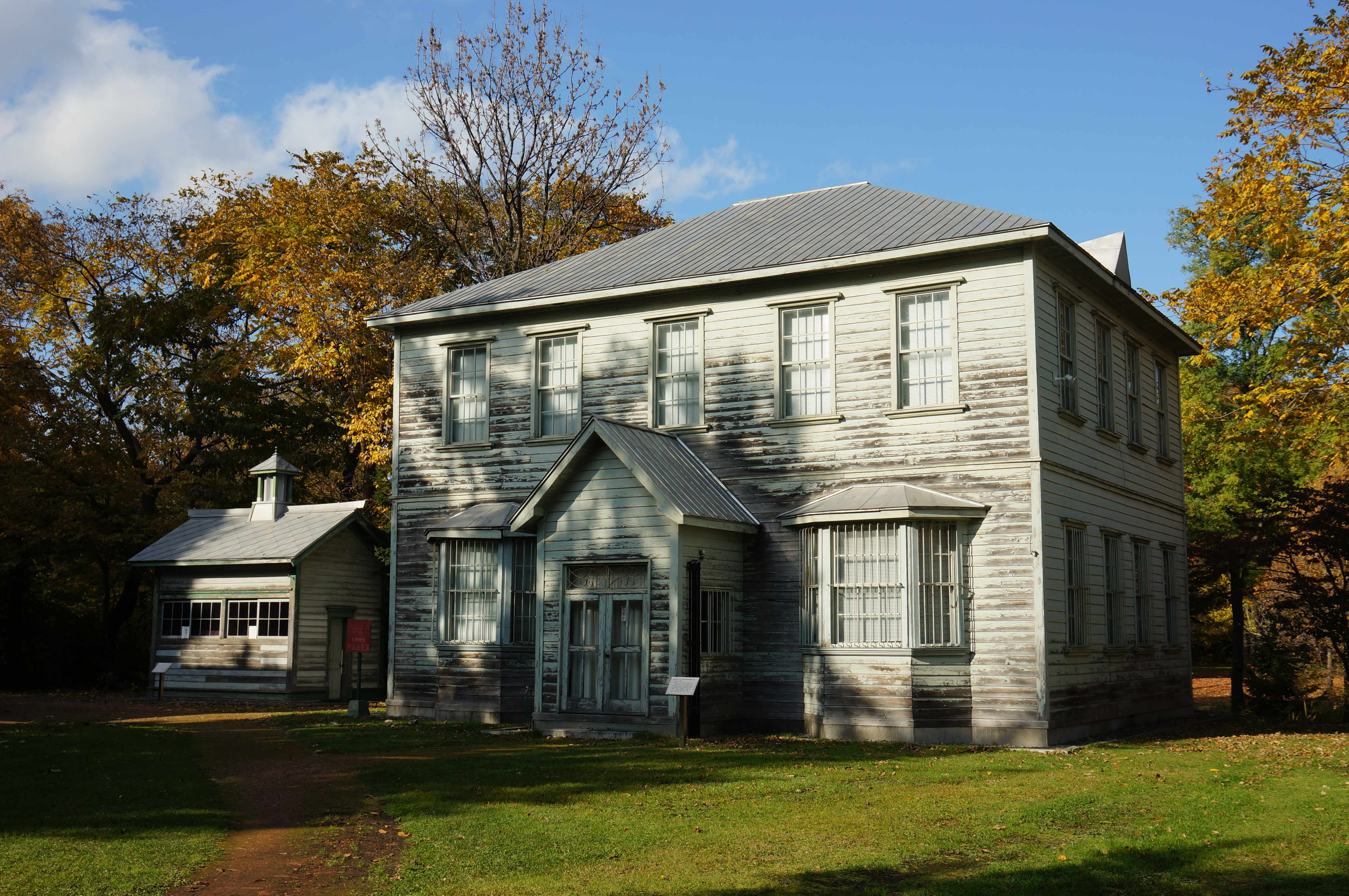
バチェラー記念館(登録有形文化財)

バチェラー記念館（バチェラーきねんかん）は、札幌市中央区北海道大学植物園内にある西洋館。

## 概要
1898年、北海道庁裏に位置する北海道大学植物園内に移築されたジョン・バチェラーの自邸。当時では現代的な西洋式を成し、上下開閉窓、集合煙突、木造二階建ての大邸宅であった。その後2〜3度移築され、現在は収蔵庫として利用されている。一般公開はされておらず、2階にはバチェラー記念室がある。登録有形文化財。

## 歴史

### 年表
- 1892年（明治25年）ジョン・バチェラーが札幌市北3条西7丁目1番地の元活版印刷所を修繕し自宅とする
- 1898年（明治31年）ジョン・バチェラーが札幌市北3条西7丁目2番地に新築
- 1905年（明治38年）移築(?)[1]
- 1940年（昭和15年）ジョン・バチェラー離日
- 1940年（昭和15年）1953年までバチラー学園所有
- 1941年（昭和16年）未粉澱粉会社に賃貸
- 1942年（昭和17年）1952年まで軍人援護会に賃貸
- 1953年（昭和28年）北海道の所有となる
- 1962年（昭和37年）北海道大学に寄付される。この年に移築されている。
- 1964年（昭和39年）1988年まで農学部付属博物館分館として北方民俗資料を展示
- 1989年（平成元年）20m北に移築
- 2000年（平成12年）登録有形文化財に登録される

## 建築
木造2階、全面下見板張、寄屋根鉄板葺の建物で、建築面積は129m2。正面は、1階に出窓、2階に縦長上げ下げ硝子窓が、左右対称に配置される。
木造であるが全室洋間で、当時ではモダンな洋館であった。

## 観覧
出典:。
- 観覧時間：9:00- 16:00
- 休園日 : 月曜日（祝日の場合は翌日）
- 料金 : 高校生以上420円, 小中学生 300円, 未就学児/北海道大学在籍者 無料